# Trifluperidol
El Trifluperidol es un fármaco antipsicótico típico de primera generación perteneciente a la clase farmacológica de las Butirofenonas.
El fármaco es un antagonista del receptor de dopamina D2. Igual que con otros fármacos con que comparte su clase medicamentosa, es considerado una droga de alta potencia; y al actuar bloqueando los receptores de la dopamina D2 en la vía nigroestriada de la dopamina en el sistema motor extrapiramidal

## Uso en embarazo y lactancia
Se dispone de poca información sobre el trifluperidol, o fármacos estructuralmente relacionados. No se han observado efectos teratogénicos, pero los datos son insuficientes para excluir un mayor riesgo de malformaciones.
En cuanto al uso durante la lactancia, no existen datos.